# آرموت‌لو (بایبورد)
آرموت‌لو {{ترکی|Armutlu) (به ارمنی: Արմութլու) (به کردی: Armûdlî) یک منطقهٔ مسکونی در ترکیه است که در بایبورد واقع شده‌است. آرموت‌لو ۱۲۱ نفر جمعیت دارد.